# Jesaułowka (obwód amurski)
Jesaułowka (ros. Есауловка) – osiedle przy stacji w południowo-wschodniej Rosji, terytorialnie i administracyjnie należące do rejonu archarinskiego, w obwodzie amurskim. 
Według danych ze spisu z 2016 roku osiedle zamieszkiwało 2 mieszkańców. 